# Jón Ögmundsson

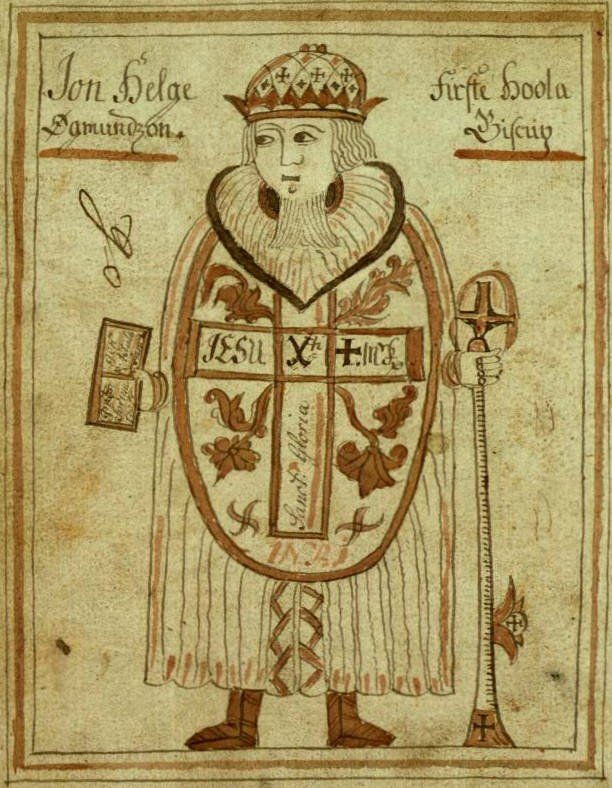
Bisschop Jón Ögmundsson houdt op deze illustratie van een 19e-eeuws IJslandse manuscript een staf en een boek vast

Jón Ögmundsson (1052 - 1121) was een IJslands rooms-katholiek bisschop. Jón was de zoon van Ögmund Þorkelsson en Þorgerðar Egilsdóttur, die in Breiðabólstaður, Fljótshlíð (Zuid-IJsland) woonden, niet ver van Hvolsvöllur. Jón was eerst de leerling van bisschop Ísleifur Gissurarson van Skálholt, en studeerde verder in Denemarken en Noorwegen. Hij was de reisgenoot van (de latere geleerde) Sæmundur fróði Sigfússon, en zij kwamen tezamen terug naar IJsland. Hij verbleef eerst weer in Breiðabólstaður alwaar hij in de kerk diende. In 1106 stichtte hij, waarschijnlijk gesteund door zijn vroegere leraar Ísleifur Gissurarson, een bisschoppelijke zetel in Hólar in het noorden van IJsland, dat later zou uitgroeien tot een van de twee grootste religieuze centra van IJsland. Het andere centrum was Skálholt. In Hólar was hij vervolgens bisschop tot aan zijn dood op 23 april 1121.
Als een religieuze zuiveraar zag Jón het als zijn missie om alle oude heidense overblijfselen en rituelen op IJsland uit te bannen. Dat hield onder meer het veranderen van de namen van de dagen van de week in. Óðinsdagr (dag van Odin) werd miðvikudagr (midweekdag), en de dagen van Týr en Thor werden eenvoudig þriðjudagr respectievelijk fimmtudagr (de derde- respectievelijk de vijfde dag, ofwel dinsdag en donderdag) genoemd.
Jóns namen voor de dagen worden op dit moment op IJsland nog steeds gebruikt. Ondanks dit succes bleek toch dat het hem niet gelukt was om alle heidense invloeden uit te bannen. Meer dan een eeuw later werden de Edda's (de Proza-Edda en de Poëtische Edda) geschreven, waarin nog vele invloeden uit de oude Noorse mythologie aanwezig waren.
Jón werd bij bisschoppelijk decreet op het Alding in 1200 tot plaatselijke heilige uitgeroepen, dat echter nooit door de Rooms-Katholieke kerk is erkend.

## Trivia
Jón was tweemaal getrouwd maar heeft nooit kinderen gekregen. Jón runde ook een school in Hólar met buitenlandse docenten.
- Gemeinsame Normdatei: 118558218
- International Standard Name Identifier: 0000 0000 7858 369X
- Library of Congress Control Number: nr97026948
- Virtual International Authority File: 71298023
- WorldCat: E39PBJcR889JY7gWM9MJv3MXVC